# Båstads köping
Denna artikel handlar om den tidigare kommunen Båstads köping. För orten se Båstad, för dagens kommun, se Båstads kommun.
Båstads köping var en tidigare kommun i Kristianstads län. 

## Administrativ historik
Båstad var en ort i Båstads socken som den 22 oktober 1858 erhöll köpings namn och rättigheter med en styrelse utgjordes av en "stadsförman", vald på obestämd tid, och sex "äldste", valda för två års tid. I anslutning till kommunreformen 1862 kom orten att ligga i Båstads landskommun men utan att utgöra en köpingskommun, men kallad för köping och från 1885
tillämpades där ordningsstadgan för rikets städer. 1900 (enligt vissa källor 1924) inrättades i landskommunen municipalsamhället Båstads köpings municipalsamhälle och 8 maj 1931 Malens municipalsamhälle. 1937 ombildades landskommun med dess municipalsamhällen till köpingskommunen Båstads köping. Köpingen ombildades 1971 till Båstads kommun.
Köpingen hörde till Båstads församling.

## Köpingsvapnet
Blasonering: I fält av silver ett rött tremastat kofferdifartyg med tre råsegel på de främre masterna och ett latinmesansegel på mesanmasten, som har en naturfärgad svensk flagga på toppen.
Förebild till vapnet är ett sigill från 1783, och det fastställdes av Kungl. Maj:t 1941. 1974 registrerades vapnet för den nya kommunen.

## Geografi
Båstads köping omfattade den 1 januari 1952 en areal av 6,58 km², varav 6,57 km² land.

### Tätorter i köpingen 1960
I Båstads köping fanns del av tätorten Båstada, som hade 2 225 invånare i köpingen den 1 november 1960. Tätortsgraden i köpingen var då 100,0 procent.

## Politik

### Mandatfördelning i valen 1938-1966
| 8 | 4 | 1 | 5 | 2 |

| 19 |

| 7 | 3 | 1 | 6 | 3 |

| 18 |

| 8 | 2 | 2 | 4 | 4 |

| 19 |

| 7 | 2 | 7 | 4 |

| 20 |

| 7 | 1 | 7 | 5 |

| 18 |

| 6 | 2 | 6 | 6 |

| 18 |

| 7 | 3 | 5 | 5 |

| 18 |

| 4 | 8 | 2 | 2 | 4 |

| 17 | 3 |